# Lossen
Lossen är en sjö i Härjedalens kommun i Härjedalen som ingår i Ljusnans huvudavrinningsområde. Sjön har en area på 31,3 kvadratkilometer och ligger 565,1 meter över havet. Vid provfiske har bland annat abborre, gädda, lake och sik fångats i sjön. Lossen är ett vattenkraftmagasin vars vattenyta regleras mellan 540 och 567 meter över havet. Vid den första uppdämningen 1962 revs byn Valmåsen för att ge plats åt den växande sjön.

## Delavrinningsområde
Lossen ingår i det delavrinningsområde (692992-134329) som SMHI kallar för Utloppet av Lossen. Medelhöjden är 660 meter över havet och ytan är 135,89 kvadratkilometer. Räknas de 182 avrinningsområdena uppströms in blir den ackumulerade arean 1 355,81 kvadratkilometer. Avrinningsområdets utflöde Ljusnan mynnar i havet. Avrinningsområdet består mestadels av skog (70 procent). Avrinningsområdet har 31,78 kvadratkilometer vattenytor vilket ger det en sjöprocent på 23,4 procent.

## Fisk
Vid provfiske har följande fisk fångats i sjön:
- Abborre
- Gädda
- Lake
- Sik
- Siklöja
- Simpor (bergsimpa/stensimpa)
- Öring

## Fornlämningar
Före uppdämningen fanns en mängd fornlämningar vid Lossens stränder. Den mest kända var gravfältet på Smalnäset på sjöns norra sida, som undersöktes och togs bort 1956 inför regleringen.